# Albert Utinger
Albert Utinger (* 10. Dezember 1855 in Zug; † 5. Oktober 1936 ebenda) war ein Schweizer Unternehmer.

## Leben
Utinger stammte aus einer katholischen Zuger Familie. Er war Sohn von Verena Röllin und des Hoteliers und Stadtrats Alois Utinger. Er heiratete Wilhelmina Speck, Tochter des Tuchhändlers Jakob Karl Speck.
Von 1869 bis 1872 besuchte er die Industrieschule in Zug und absolvierte ein Hotelpraktikum in Freiburg. Danach arbeitete er als Sprachlehrer in England und Italien. Von 1881 bis 1883 war er Hotelier auf dem Zugerberg. 1884 übernahm er das renommierte Hotel Löwen in Zug von seinem Vater.
Von 1881 bis 1882 und von 1889 bis 1894 war er liberaler Kantonsrat, von 1927 bis 1930 Zuger Stadtrat. Von 1878 bis 1904 war er Verwalter und von 1878 bis 1910 Verwaltungsrat der Wasserversorgung bzw. ab 1892 der Wasserwerke Zug. Von 1904 bis 1925 war er Direktor der Schweizerischen Glühlampenfabrik in Zug.
Utinger arbeitete sich autodidaktisch in die Wasserbau- und Elektrotechnik ein, plante das System der 1878 von seinem Vater und seinem Onkel mitinitiierten Wasserversorgung in Zug, projektierte das erste, 1891 in Betrieb genommene Elektrizitätswerk im Lorzentobel und wirkte in den schweizerischen Verbänden der Elektrowirtschaft als Experte.